# Balkrishna Industries
Pour les articles homonymes, voir BKT.
Balkrishna Industries Limited (BKT) est un fabricant de pneumatiques indien dont le siège social est à Bombay (Maharashtra), en Inde. Ses produits sont destinés aux marchés « hors-route » : terrassement, manutention portuaire, industrie minière, agriculture, VTT et jardinage. Ses marchés sont principalement européens et nord-américains.
Le manufacturier est un fabricant d'équipement d'origine pour de grands constructeurs automobiles tels que John Deere et JCB.
La société fait partie de l'indice boursier BSE Sensex.

## Histoire
La société a été fondée en 1987 par Mahabirprasad Poddar.

## Structure
BKT est une entreprise multinationale qui possède sept filiales. Si le siège social est basé en Inde, elle dispose en outre de cinq sièges en Europe et en Amérique du Nord, assurant l'aspect commercial et marketing :
- BKT Tires Limited - Bombay (Inde) ;
- Thristha Synthetics Limited - Bombay (Inde) ;
- BKT Europe S.r.l. - Seregno (Italie) ;
- BKT Tires USA Inc. - Akron (Ohio, États-Unis) ;
- BKT Tires Canada Inc. - Toronto (Ontario, Canada) ;
- BKT Exim US, Inc. and Subsidiary - Holmdel (New Jersey, États-Unis) ;
- BKT Tires, Inc. - Brentwood (Tennessee, États-Unis).

Ses sites de production, au nombre de cinq, sont tous basés en Inde, dans les villes de Aurangabad, Bhiwadi, Chopanki, Dombivli et Bhuj.

## Communication
Depuis 2014, aux États-Unis, BKT est le sponsor technique officiel et exclusif des pneus pour les Monster trucks de l'événement Monster Jam.
En 2018, en France, BKT noue un partenariat de naming de cinq ans avec la Ligue de football professionnel. Dans ce cadre, la Coupe de la Ligue est renommée « Coupe de la Ligue BKT », et ce dès la saison 2018-2019. À la suite de la suppression de la Coupe de la Ligue, le Championnat de France de Ligue 2 sera renommée « Ligue 2 BKT » à partir de la saison 2020-2021. En Italie, l'entreprise signe la même année un partenariat similaire pour donner son nom au championnat d'Italie de football de deuxième division.
L'industriel est également partenaire de l'événement Xtractor Around the World, une expédition mettant en scène quatre tracteurs agricoles McCormick. En 2015, ceux-ci ont parcouru 8 500 km en 40 jours à travers l'Australie, puis au printemps 2018, dans une seconde édition en Afrique du Sud, ils ont parcouru près de 8 000 km en 49 jours.
En 2023, l'entreprise signe un nouveau contrat de naming, cette fois-ci avec Euroleague Basketball pour parrainer l'EuroCup. Ce contrat durera 3 ans.